# Sydney to Hobart Yacht Race

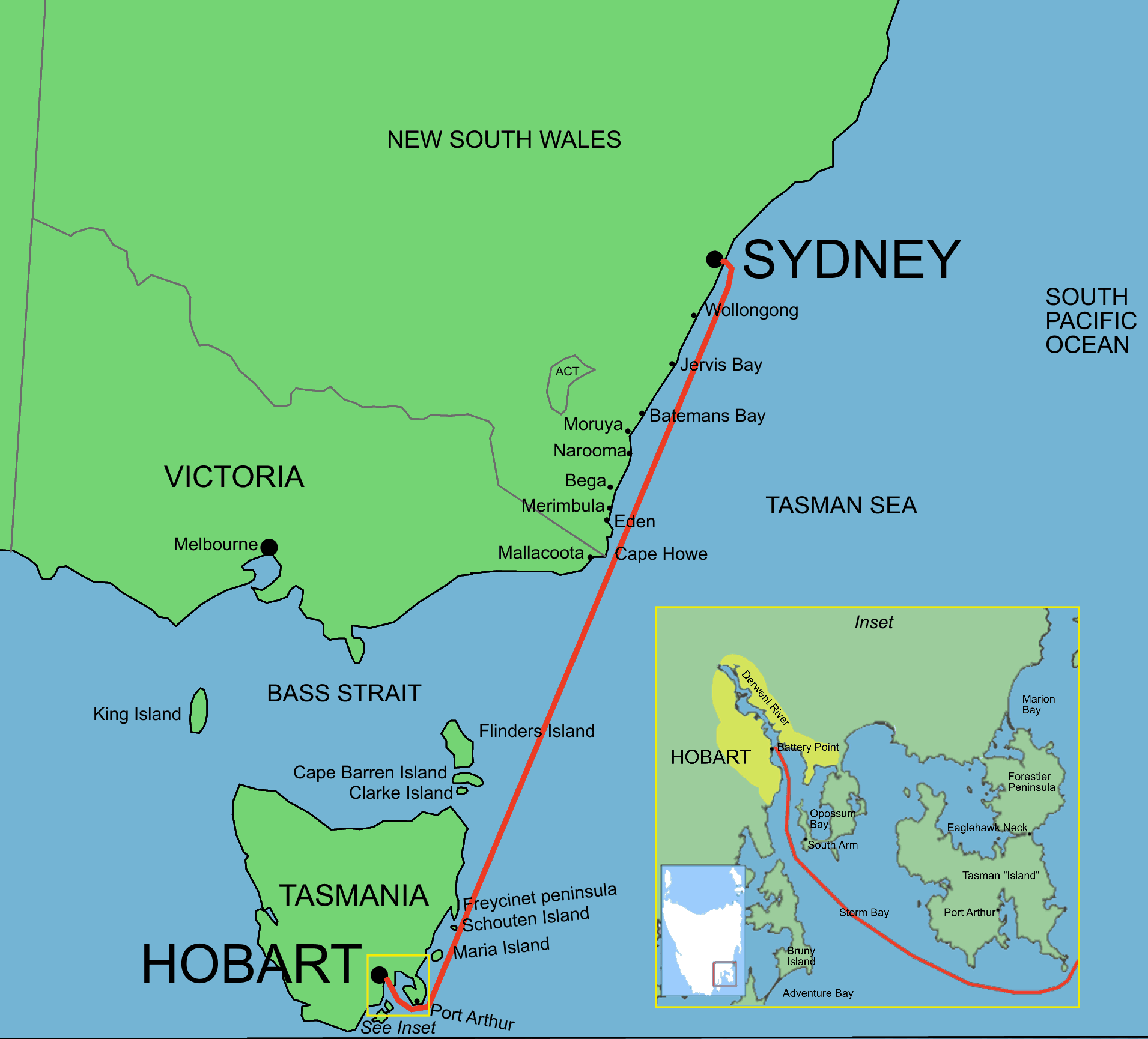
Route van de Sydney to Hobart

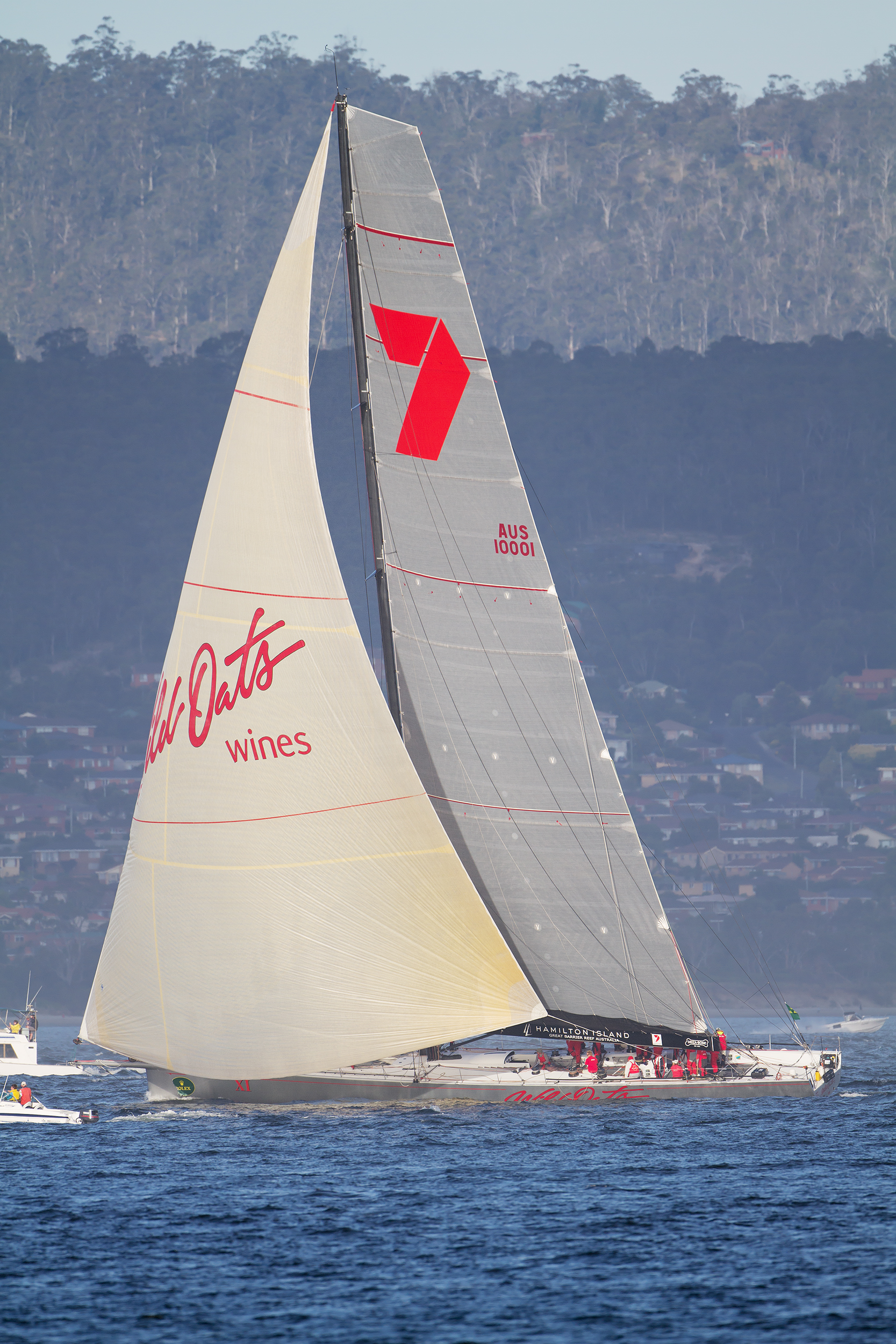
Wild Oats XI, veelvoudig winnaar

De Sydney to Hobart Yacht Race is een jaarlijkse zeilwedstrijd in Australië, van Sydney over de Tasmanzee naar Hobart op het eiland Tasmanië. De race werd in 1945 voor het eerst gehouden.
De wedstrijd begon als een vaartocht van de Australiër Peter Luke en een aantal vrienden. Een officier van de Britse marine die te gast was suggereerde om er een wedstrijd van te maken. Sindsdien is de Sydney to Hobart – zoals de race kortweg wordt genoemd – uitgegroeid tot een van de bekendste afstandraces voor zeiljachten.

## Opzet
De wedstrijd start traditioneel op Boxing Day, oftewel tweede kerstdag. Het aantal deelnemers varieert normaal gesproken tussen de 50 en de 150 jachten. Deelname staat open voor iedereen, hoewel veel deelnemers professionele zeilers zijn die varen op jachten van sponsors of privé-eigenaren. De af te leggen afstand bedraagt ongeveer 1170 kilometer (630 zeemijl). Het grootste stuk van de route leggen de jachten af in de Tasmanzee. Het moeilijkste deel is echter het passeren van Straat Bass vanwege de sterke winden en de ruige zee.
Hoewel de wedstrijd plaatsvindt in de Australische zomer, maken zuidelijke zeestormen de race vaak koud, ruig en uitdagend voor de bemanning. Iedere editie is het daardoor gebruikelijk dat verschillende teams moeten opgeven. In 1998 waren de weercondities zo extreem dat een vijftal boten zonk en zes mensen overleden. In dat jaar haalden slechts 44 van de 115 gestarte jachten de finish.

## Prijzen
De Sydney to Hobart kent in feite drie hoofdprijzen:
- Winnen op handicap. Dit jacht is de officiële winnaar en ontvangt de Tattersall’s Cup.[1]
- Winnen op line honours, oftewel als eerste de finish passeren
- Het verbreken van het routerecord

De ultieme prestatie is het behalen van alle drie de titels in één editie, de zogenaamde treble. Dit is slechts drie maal in de geschiedenis gelukt: door het jacht Rani in 1945 en door Wild Oats XI in 2005 en 2012. De eerste triomf van Wild Oats XI, een maxijacht in eigendom van de Australische zakenman Bob Oatley, bleek het startsein voor een dominantie in de race die nog steeds voortduurt. Ook in 2006, 2007, 2008, 2010, 2012, 2013 en 2014 won het jacht de Sydney to Hobart op line honours, waarmee het recordhouder is in aantal overwinningen. In 2012 zette het jacht het huidige routerecord op 1 dag, 18 uur, 23 minuten en 12 seconden.
Evenementen: Admiral's Cup · America's Cup · Audi MedCup · Cowes Week · Extreme Sailing Series · Kieler Woche · Louis Vuitton Cup · Olympische Spelen · RC44 Championship Tour · Ronde om Texel · 52 Super Series · Vintage Yachting Games · WK Zeilen

Oceaanwedstrijden: Barcelona World Race · Bermuda Race · Cape to Rio Yacht Race · Fastnet Race · Jules Verne Trofee · Mini Transat · OSTAR/Transat · Route du Rhum · Solitaire du Figaro · Sydney to Hobart Yacht Race · Transat Jacques Vabre · Transpacific Yacht Race · Velux 5 Oceans Race · Vendée Globe · Volvo Ocean Race